# Bernd Thewes
Bernd Thewes (* 1957 in Saarbrücken) ist ein deutscher Komponist.

## Leben
Thewes spielte in seiner Kindheit Blockflöte, Akkordeon und Trompete und hatte ab 1971 Klavierunterricht. Er studierte bis 1978 in Saarbrücken Schulmusik u. a. bei Theo Brandmüller und bis 1983 Musikwissenschaft in Mainz. Von 1988 bis 1997 war er künstlerischer Leiter des Illinger Burgfestes für Neue Musik. Seit 1983 ist er freischaffender Komponist. Von der Landeshauptstadt Saarbrücken erhielt er 1995 ein Förderstipendium. 1997 absolvierte er einen Studienaufenthalt an der Cité Internationale des Arts in Paris.
Das Werk Thewes' umfasst konzertante Kompositionen für Solo- bis Orchesterbesetzungen, Hörfunkprojekte, Werke für das Musiktheater, elektronische Musik und Musikvideos. Im Auftrag von ZDF/arte komponierte er zwischen 2003 und 2021 Stummfilmmusiken (u. a. für Filme von Hans Richter und Carl Theodor Dreyer) und schuf neue Instrumentationen und Rekonstruktionen historischer Stummfilmmusiken. In Zusammenarbeit mit dem Süddeutschen Rundfunk und dem Hessischen Rundfunk veröffentlichte Wergo 2001 eine Doppel-CD mit Kompositionen von Thewes.  Der Film La Roue von Abel Gance mit seiner Rekonstruktion der Premierenmusik erschien 2020 in Frankreich auf DVD. Der Hessische (2000) und der Südwestrundfunk (2013 und 2022) widmeten ihm Hörfunkporträts.

## Filmografie
- 1913: Die schwarze Kugel oder Die geheimnisvollen Schwestern, Regie: Franz Hofer (Komposition)
- 1913: Der Student von Prag (Bearbeitung und Instrumentierung der Musik von Josef Weiss)
- 1923: La Roue, Regie: Abel Gance, (Rekonstruktion der Premierenmusik)
- 1924: Mister Radio, Regie: Nunzio Malasomma (Rekonstruktion der historischen Komposition)
- 1926: Der Rosenkavalier (Bearbeitung und Instrumentierung der Musik von Richard Strauss)
- 1927: Die Liebe der Jeanne Ney, Regie: Georg Wilhelm Pabst (Komposition, mit Hans May)
- 1927: Berlin - Die Sinfonie der Großstadt, Regie: Walter Ruttmann (Rekonstruktion und Arrangement der historischen Komposition)
- 1928: Oktober (Bearbeitung und Instrumentierung der Musik von Edmund Meisel)
- 1929: Sprengbagger 1010 (Bearbeitung und Instrumentierung der Musik von Walter Gronostay)